# 蘭嶼澤蟹
兰屿泽蟹（学名：Geothelphusa lanyu）为溪蟹科泽蟹属的动物。分布于台湾岛等地，一般生活于小溪流的石块下。甲寬為1.5~2.1公分。頭胸甲較扁略呈圓方形。額域中央微凹。眼窩緣稜線隆起而明顯。眼窩外齒較鈍。前側緣稜線明顯，具模糊顆粒狀突起，無前側齒。甲周較中央粗糙。右螯大於左螯。步足稍粗糙，長節背面稜線呈模糊鋸齒狀，各節都有細毛，以指節為多。頭胸甲為棕色，螯為橙色，步足淡棕色具有斑點。